# Austrian Volley League (2001/2002)
Austrian Volley League 2001/2002 − 50. sezon mistrzostw Austrii w piłce siatkowej (31. sezon w formule ligowej) zorganizowany przez Austriacki Związek Piłki Siatkowej (Österreichischer Volleyballverband, ÖVV). Zainaugurowany został 29 września 2001 roku i trwał do 19 kwietnia 2002 roku.
W Austrian Volley League w sezonie 2001/2002 uczestniczyło 10 drużyn. Przed początkiem sezonu z rozgrywek wycofał się VC Fürstenfeld. Do najwyższej klasy rozgrywkowej dołączył natomiast zespół TSV Sparkasse Hartberg.
Rozgrywki składały się z fazy zasadniczej oraz fazy play-off. W fazie zasadniczej zespoły rozegrały między sobą po dwa mecze. Osiem najlepszych awansowało do fazy play-off, pozostałe natomiast trafiły do baraży. Faza play-off obejmowała ćwierćfinały, mecze o miejsca 5-8, półfinały, mecze o 3. miejsce oraz finały.
Po raz czternasty, jednocześnie siódmy raz z rzędu, mistrzem Austrii został klub hotVolleys Wiedeń, który w finałach fazy play-off pokonał VT Tiroler Wasserkraft. Trzecie miejsce zajął zespół Uniqa Salzburg.

## Drużyny uczestniczące
W Austrian Volley League w sezonie 2001/2002 uczestniczyło 10 drużyn. Po barażach do AVL awansował mistrz 2. Bundesligi Ost – TSV Sparkasse Hartberg. Przed początkiem sezonu z najwyższej klasy rozgrywkowej wycofał się VC Fürstenfeld i zgłosił się do 2. Bundesligi Ost. Tym samym miejsce w AVL zachował klub Sparkasse SSK Feldkirch.
| | Austrian Volley League 2001/2002 |    |     |
| --- | -------------------------------- | -- | --- |
| HOT | hotVolleys Wiedeń                | 1  | LM  |
| TIR | VT Tiroler Wasserkraft           | 2  | TT  |
| SAL | Uniqa Salzburg                   | 3  | CEV |
| AIC | SK Zadruga Aich/Dob              | 4  | CEV |
| KLA | Hypo VBK Klagenfurt              | 5  |     |
| DÖB | Union Döbling                    | 6  |     |
| SUP | Fibrin supervolley               | 7  |     |
| SOK | SVS Sokol V                      | 9  |     |
| FLD | Sparkasse SSK Feldkirch          | 10 |     |
| | Awans z 2. Bundesligi Ost        |    |     |
| HAR | TSV Sparkasse Hartberg           | 1  |     |
| Oznaczenia: - kolumna pierwsza – skróty nazw drużyn wpisane na mapie (jeśli ta została zamieszczona), - kolumna trzecia – miejsce zajęte przez daną drużynę w poprzednim sezonie. |                                  |    |     |

## Faza zasadnicza

### Tabela wyników
| Gospodarz \ Gość1       | HOT | TIR | SAL | AIC | KLA | DÖB | SUP | SOK | FLD | HAR |
| ----------------------- | --- | --- | --- | --- | --- | --- | --- | --- | --- | --- |
| hotVolleys Wiedeń       | -   | 3:0 | 3:0 | 3:0 | 3:0 | 3:0 | 3:0 | 3:0 | 3:0 | 3:0 |
| VT Tiroler Wasserkraft  | 1:3 | -   | 3:0 | 3:0 | 3:0 | 3:0 | 3:0 | 3:0 | 3:0 | 3:1 |
| Uniqa Salzburg          | 0:3 | 2:3 | -   | 1:3 | 3:0 | 3:1 | 3:0 | 3:2 | 3:0 | 3:2 |
| SK Zadruga Aich/Dob     | 0:3 | 0:3 | 2:3 | -   | 3:0 | 3:0 | 3:0 | 3:1 | 3:0 | 3:0 |
| Hypo VBK Klagenfurt     | 0:3 | 0:3 | 0:3 | 2:3 | -   | 3:1 | 3:1 | 3:0 | 3:1 | 3:0 |
| Union Döbling           | 1:3 | 0:3 | 0:3 | 0:3 | 3:1 | -   | 3:1 | 0:3 | 3:0 | 2:3 |
| Fibrin supervolley      | 0:3 | 0:3 | 0:3 | 0:3 | 0:3 | 2:3 | -   | 2:3 | 0:3 | 2:3 |
| SVS Sokol V             | 2:3 | 1:3 | 1:3 | 2:3 | 3:1 | 3:1 | 3:0 | -   | 3:0 | 3:1 |
| Sparkasse SSK Feldkirch | 1:3 | 0:3 | 1:3 | 0:3 | 1:3 | 1:3 | 3:0 | 2:3 | -   | 0:3 |
| TSV Sparkasse Hartberg  | 0:3 | 0:3 | 0:3 | 2:3 | 3:2 | 3:2 | 3:2 | 2:3 | 3:0 | -   |

Źródło: 
1 Drużyna gospodarzy jest wymieniona po lewej stronie tabeli.
Kolory:
  zwycięstwo gospodarzy 3:0 lub 3:1
  zwycięstwo gospodarzy 3:2
  zwycięstwo gości 3:0 lub 3:1
  zwycięstwo gości 3:2

### Terminarz i wyniki spotkań
| Data        | Godz. | Gospodarz               | Rezultat                                | Gość                    |
| ----------- | ----- | ----------------------- | --------------------------------------- | ----------------------- |
| 1. KOLEJKA  |       |                         |                                         |                         |
| 29.09.2001  | 15:30 | Union Döbling           | 0:3 (22:25, 12:25, 23:25)               | VT Tiroler Wasserkraft  |
| 29.09.2001  | 17:30 | hotVolleys Wiedeń       | 3:0 (25:18, 25:16, 25:18)               | SVS Sokol V             |
| 29.09.2001  | 19:00 | TSV Sparkasse Hartberg  | 3:2 (19:25, 25:14, 25:12, 23:25, 15:10) | Fibrin supervolley      |
| 29.09.2001  | 19:00 | Uniqa Salzburg          | 3:0 (25:14, 25:15, 25:16)               | Sparkasse SSK Feldkirch |
| 29.09.2001  | 19:00 | SK Zadruga Aich/Dob     | 3:0 (25:19, 25:18, 25:21)               | Hypo VBK Klagenfurt     |
| 2. KOLEJKA  |       |                         |                                         |                         |
| 06.10.2001  | 18:30 | Hypo VBK Klagenfurt     | 0:3 (23:25, 23:25, 19:25)               | Uniqa Salzburg          |
| 06.10.2001  | 19:00 | Fibrin supervolley      | 0:3 (14:25, 14:25, 20:25)               | SK Zadruga Aich/Dob     |
| 06.10.2001  | 19:00 | Sparkasse SSK Feldkirch | 1:3 (16:25, 17:25, 25:22, 16:25)        | hotVolleys Wiedeń       |
| 06.10.2001  | 19:30 | Union Döbling           | 2:3 (25:20, 32:30, 22:25, 20:25, 8:15)  | TSV Sparkasse Hartberg  |
| 20.10.2001  | 19:00 | VT Tiroler Wasserkraft  | 3:0 (25:21, 25:19, 25:17)               | SVS Sokol V             |
| 3. KOLEJKA  |       |                         |                                         |                         |
| 30.09.2001  | 11:00 | TSV Sparkasse Hartberg  | 0:3 (16:25, 16:25, 15:25)               | VT Tiroler Wasserkraft  |
| 13.10.2001  | 17:30 | hotVolleys Wiedeń       | 3:0 (25:17, 25:17, 25:17)               | Hypo VBK Klagenfurt     |
| 13.10.2001  | 19:00 | Uniqa Salzburg          | 3:0 (25:16, 25:14, 25:16)               | Fibrin supervolley      |
| 13.10.2001  | 19:00 | SK Zadruga Aich/Dob     | 3:0 (25:20, 27:25, 25:22)               | Union Döbling           |
| 13.10.2001  | 19:30 | SVS Sokol V             | 3:0 (25:18, 25:14, 25:16)               | Sparkasse SSK Feldkirch |
| 4. KOLEJKA  |       |                         |                                         |                         |
| 20.10.2001  | 19:00 | Fibrin supervolley      | 0:3 (21:25, 21:25, 11:25)               | hotVolleys Wiedeń       |
| 20.10.2001  | 19:00 | TSV Sparkasse Hartberg  | 2:3 (22:25, 26:24, 20:25, 25:21, 13:15) | SK Zadruga Aich/Dob     |
| 20.10.2001  | 19:30 | Union Döbling           | 0:3 (22:25, 16:25, 24:26)               | Uniqa Salzburg          |
| 21.10.2001  | 17:00 | Hypo VBK Klagenfurt     | 3:0 (25:20, 25:21, 25:21)               | SVS Sokol V             |
| 21.10.2001  | 17:00 | VT Tiroler Wasserkraft  | 3:0 (25:10, 25:18, 25:22)               | Sparkasse SSK Feldkirch |
| 5. KOLEJKA  |       |                         |                                         |                         |
| 26.10.2001  | 14:00 | SK Zadruga Aich/Dob     | 0:3 (20:25, 23:25, 18:25)               | VT Tiroler Wasserkraft  |
| 26.10.2001  | 16:00 | Sparkasse SSK Feldkirch | 1:3 (25:23, 22:25, 19:25, 16:25)        | Hypo VBK Klagenfurt     |
| 26.10.2001  | 17:30 | hotVolleys Wiedeń       | 3:0 (25:17, 25:11, 25:16)               | Union Döbling           |
| 26.10.2001  | 19:00 | Uniqa Salzburg          | 3:2 (20:25, 25:16, 21:25, 25:20, 15:6)  | TSV Sparkasse Hartberg  |
| 26.10.2001  | 19:30 | SVS Sokol V             | 3:0 (25:16, 25:13, 25:20)               | Fibrin supervolley      |
| 6. KOLEJKA  |       |                         |                                         |                         |
| 28.10.2001  | 11:00 | TSV Sparkasse Hartberg  | 0:3 (19:25, 14:25, 19:25)               | hotVolleys Wiedeń       |
| 28.10.2001  | 13:30 | Union Döbling           | 0:3 (20:25, 21:25, 17:25)               | SVS Sokol V             |
| 28.10.2001  | 14:00 | SK Zadruga Aich/Dob     | 2:3 (22:25, 25:17, 25:22, 21:25, 13:15) | Uniqa Salzburg          |
| 28.10.2001  | 17:00 | VT Tiroler Wasserkraft  | 3:0 (25:21, 25:17, 25:20)               | Hypo VBK Klagenfurt     |
| 29.10.2001  | 20:15 | Fibrin supervolley      | 0:3 (15:25, 25:27, 19:25)               | Sparkasse SSK Feldkirch |
| 7. KOLEJKA  |       |                         |                                         |                         |
| 14.10.2001  | 15:30 | Union Döbling           | 3:0 (25:19, 25:22, 25:17)               | Sparkasse SSK Feldkirch |
| 03.11.2001  | 17:30 | hotVolleys Wiedeń       | 3:0 (25:19, 25:17, 25:16)               | SK Zadruga Aich/Dob     |
| 03.11.2001  | 18:30 | Hypo VBK Klagenfurt     | 3:1 (25:16, 25:23, 22:25, 25:18)        | Fibrin supervolley      |
| 03.11.2001  | 19:30 | SVS Sokol V             | 3:1 (25:17, 26:28, 25:21, 25:19)        | TSV Sparkasse Hartberg  |
| 18.12.2001  | 20:00 | Uniqa Salzburg          | 2:3 (27:25, 21:25, 15:25, 25:23, 7:15)  | VT Tiroler Wasserkraft  |
| 8. KOLEJKA  |       |                         |                                         |                         |
| 09.11.2001  | 20:15 | Uniqa Salzburg          | 0:3 (12:25, 20:25, 19:25)               | hotVolleys Wiedeń       |
| 10.11.2001  | 17:30 | Union Döbling           | 3:1 (25:15, 25:17, 16:25, 25:14)        | Hypo VBK Klagenfurt     |
| 10.11.2001  | 19:00 | TSV Sparkasse Hartberg  | 3:0 (25:17, 25:20, 25:20)               | Sparkasse SSK Feldkirch |
| 10.11.2001  | 19:30 | SVS Sokol V             | 2:3 (25:18, 17:25, 19:25, 25:17, 9:15)  | SK Zadruga Aich/Dob     |
| 16.11.2001  | 20:00 | VT Tiroler Wasserkraft  | 3:0 (25:11, 25:10, 25:14)               | Fibrin supervolley      |
| 9. KOLEJKA  |       |                         |                                         |                         |
| 17.11.2001  | 18:30 | Hypo VBK Klagenfurt     | 3:0 (27:25, 25:23, 25:20)               | TSV Sparkasse Hartberg  |
| 17.11.2001  | 19:00 | Sparkasse SSK Feldkirch | 0:3 (17:25, 19:25, 19:25)               | SK Zadruga Aich/Dob     |
| 17.11.2001  | 19:30 | SVS Sokol V             | 1:3 (15:25, 19:25, 25:23, 16:25)        | Uniqa Salzburg          |
| 18.11.2001  | 17:00 | Fibrin supervolley      | 2:3 (18:25, 25:23, 25:17, 29:31, 14:16) | Union Döbling           |
| 19.11.2001  | 20:15 | hotVolleys Wiedeń       | 3:0 (25:23, 26:24, 25:20)               | VT Tiroler Wasserkraft  |
| 10. KOLEJKA |       |                         |                                         |                         |
| 23.11.2001  | 20:15 | Hypo VBK Klagenfurt     | 2:3 (20:25, 25:19, 20:25, 25:19, 10:15) | SK Zadruga Aich/Dob     |
| 24.11.2001  | 17:00 | Sparkasse SSK Feldkirch | 1:3 (25:19, 18:25, 22:25, 17:25)        | Uniqa Salzburg          |
| 24.11.2001  | 18:00 | VT Tiroler Wasserkraft  | 3:0 (25:11, 25:11, 25:20)               | Union Döbling           |
| 24.11.2001  | 19:00 | Fibrin supervolley      | 2:3 (18:25, 19:25, 25:22, 25:20, 7:15)  | TSV Sparkasse Hartberg  |
| 24.11.2001  | 19:30 | SVS Sokol V             | 2:3 (25:21, 17:25, 30:28, 25:27, 11:15) | hotVolleys Wiedeń       |
| 11. KOLEJKA |       |                         |                                         |                         |
| 29.11.2001  | 20:00 | Uniqa Salzburg          | 3:0 (25:19, 25:21, 27:25)               | Hypo VBK Klagenfurt     |
| 01.12.2001  | 17:30 | hotVolleys Wiedeń       | 3:0 (25:9, 25:16, 25:16)                | Sparkasse SSK Feldkirch |
| 01.12.2001  | 19:00 | TSV Sparkasse Hartberg  | 3:2 (25:22, 25:22, 13:25, 19:25, 16:14) | Union Döbling           |
| 01.12.2001  | 19:00 | SK Zadruga Aich/Dob     | 3:0 (25:17, 25:18, 25:23)               | Fibrin supervolley      |
| 01.12.2001  | 19:30 | SVS Sokol V             | 1:3 (15:25, 25:21, 12:25, 16:25)        | VT Tiroler Wasserkraft  |
| 12. KOLEJKA |       |                         |                                         |                         |
| 02.12.2001  | 15:30 | Union Döbling           | 0:3 (21:25, 19:25, 15:25)               | SK Zadruga Aich/Dob     |
| 05.12.2001  | 19:00 | Fibrin supervolley      | 0:3 (18:25, 16:25, 16:25)               | Uniqa Salzburg          |
| 08.12.2001  | 18:30 | Hypo VBK Klagenfurt     | 0:3 (20:25, 12:25, 15:25)               | hotVolleys Wiedeń       |
| 08.12.2001  | 19:00 | VT Tiroler Wasserkraft  | 3:1 (25:23, 21:25, 25:15, 25:13)        | TSV Sparkasse Hartberg  |
| 08.12.2001  | 20:00 | Sparkasse SSK Feldkirch | 2:3 (18:25, 25:19, 22:25, 25:23, 11:15) | SVS Sokol V             |
| 13. KOLEJKA |       |                         |                                         |                         |
| 15.12.2001  | 17:30 | hotVolleys Wiedeń       | 3:0 (25:12, 25:6, 25:14)                | Fibrin supervolley      |
| 15.12.2001  | 19:00 | Sparkasse SSK Feldkirch | 0:3 (11:25, 14:25, 15:25)               | VT Tiroler Wasserkraft  |
| 15.12.2001  | 19:00 | SK Zadruga Aich/Dob     | 3:0 (25:16, 25:15, 25:18)               | TSV Sparkasse Hartberg  |
| 15.12.2001  | 19:30 | SVS Sokol V             | 3:1 (25:16, 25:23, 17:25, 25:19)        | Hypo VBK Klagenfurt     |
| 15.12.2001  | 20:00 | Uniqa Salzburg          | 3:1 (25:22, 25:17, 25:27, 25:16)        | Union Döbling           |
| 14. KOLEJKA |       |                         |                                         |                         |
| 22.12.2001  | 19:30 | Union Döbling           | 1:3 (11:25, 25:23, 17:25, 14:25)        | hotVolleys Wiedeń       |
| 05.01.2002  | 17:00 | TSV Sparkasse Hartberg  | 0:3 (30:32, 14:25, 13:25)               | Uniqa Salzburg          |
| 05.01.2002  | 18:30 | Hypo VBK Klagenfurt     | 3:1 (25:23, 25:22, 23:25, 25:16)        | Sparkasse SSK Feldkirch |
| 05.01.2002  | 19:00 | Fibrin supervolley      | 2:3 (25:19, 19:25, 16:25, 26:24, 7:15)  | SVS Sokol V             |
| 05.01.2002  | 19:00 | VT Tiroler Wasserkraft  | 3:0 (25:16, 25:15, 25:17)               | SK Zadruga Aich/Dob     |
| 15. KOLEJKA |       |                         |                                         |                         |
| 11.01.2002  | 20:15 | SVS Sokol V             | 3:1 (25:12, 22:25, 26:24, 29:27)        | Union Döbling           |
| 12.01.2002  | 17:30 | hotVolleys Wiedeń       | 3:0 (25:13, 25:17, 25:15)               | TSV Sparkasse Hartberg  |
| 12.01.2002  | 18:30 | Hypo VBK Klagenfurt     | 0:3 (18:25, 15:25, 16:25)               | VT Tiroler Wasserkraft  |
| 12.01.2002  | 20:00 | Uniqa Salzburg          | 1:3 (23:25, 25:22, 22:25, 19:25)        | SK Zadruga Aich/Dob     |
| 13.01.2002  | 14:00 | Sparkasse SSK Feldkirch | 3:0 (25:22, 25:20, 25:13)               | Fibrin supervolley      |
| 16. KOLEJKA |       |                         |                                         |                         |
| 25.11.2001  | 12:00 | Sparkasse SSK Feldkirch | 1:3 (25:22, 22:25, 23:25, 19:25)        | Union Döbling           |
| 18.01.2002  | 20:15 | VT Tiroler Wasserkraft  | 3:0 (25:21, 25:14, 25:20)               | Uniqa Salzburg          |
| 19.01.2002  | 19:00 | Fibrin supervolley      | 0:3 (24:26, 14:25, 16:25)               | Hypo VBK Klagenfurt     |
| 19.01.2002  | 19:00 | TSV Sparkasse Hartberg  | 2:3 (26:28, 25:23, 25:21, 16:25, 10:15) | SVS Sokol V             |
| 19.01.2002  | 19:00 | SK Zadruga Aich/Dob     | 0:3 (22:25, 13:25, 21:25)               | hotVolleys Wiedeń       |
| 17. KOLEJKA |       |                         |                                         |                         |
| 25.01.2002  | 19:00 | hotVolleys Wiedeń       | 3:0 (25:17, 38:36, 25:18)               | Uniqa Salzburg          |
| 26.01.2002  | 18:30 | Hypo VBK Klagenfurt     | 3:1 (25:23, 26:28, 25:20, 25:21)        | Union Döbling           |
| 26.01.2002  | 19:00 | Fibrin supervolley      | 0:3 (14:25, 14:25, 15:25)               | VT Tiroler Wasserkraft  |
| 26.01.2002  | 19:00 | SK Zadruga Aich/Dob     | 3:1 (25:20, 16:25, 25:23, 25:21)        | SVS Sokol V             |
| 27.01.2002  | 11:00 | Sparkasse SSK Feldkirch | 0:3 (16:25, 24:26, 21:25)               | TSV Sparkasse Hartberg  |
| 18. KOLEJKA |       |                         |                                         |                         |
| 02.02.2002  | 18:00 | TSV Sparkasse Hartberg  | 3:2 (22:25, 25:19, 18:25, 25:21, 15:9)  | Hypo VBK Klagenfurt     |
| 02.02.2002  | 18:00 | Union Döbling           | 3:1 (25:22, 26:24, 26:28, 15:13)        | Fibrin supervolley      |
| 02.02.2002  | 18:00 | Uniqa Salzburg          | 3:2 (25:19, 23:25, 22:25, 25:18, 15:11) | SVS Sokol V             |
| 02.02.2002  | 18:00 | VT Tiroler Wasserkraft  | 1:3 (26:24, 20:25, 16:25, 22:25)        | hotVolleys Wiedeń       |
| 02.02.2002  | 18:00 | SK Zadruga Aich/Dob     | 3:0 (25:19, 25:16, 25:15)               | Sparkasse SSK Feldkirch |
| Źródło:     |       |                         |                                         |                         |

### Tabela
| Lp. | Drużyna                 | Pkt | Mecze | Mecze | Mecze | Rodzaj wyniku | Rodzaj wyniku | Rodzaj wyniku | Rodzaj wyniku | Rodzaj wyniku | Rodzaj wyniku | Sety | Sety | Sety  | Małe punkty | Małe punkty | Małe punkty |
| Lp. | Drużyna                 | Pkt | M     | W     | P     | 3:0           | 3:1           | 3:2           | 2:3           | 1:3           | 0:3           | wyg. | prz. | stos. | zdob.       | str.        | stos.       |
| --- | ----------------------- | --- | ----- | ----- | ----- | ------------- | ------------- | ------------- | ------------- | ------------- | ------------- | ---- | ---- | ----- | ----------- | ----------- | ----------- |
| 1   | hotVolleys Wiedeń       | 36  | 18    | 18    | 0     | 14            | 3             | 1             | 0             | 0             | 0             | 54   | 5    | 10.8  | 1474        | 1047        | 1.41        |
| 2   | VT Tiroler Wasserkraft  | 32  | 18    | 16    | 2     | 13            | 2             | 1             | 0             | 1             | 1             | 49   | 10   | 4.9   | 1431        | 1056        | 1.36        |
| 3   | Uniqa Salzburg          | 26  | 18    | 13    | 5     | 7             | 3             | 3             | 1             | 1             | 3             | 42   | 24   | 1.75  | 1508        | 1373        | 1.1         |
| 4   | SK Zadruga Aich/Dob     | 26  | 18    | 13    | 5     | 8             | 2             | 3             | 1             | 0             | 4             | 41   | 23   | 1.78  | 1426        | 1323        | 1.08        |
| 5   | SVS Sokol V             | 18  | 18    | 9     | 9     | 3             | 3             | 3             | 3             | 3             | 3             | 36   | 36   | 1     | 1551        | 1543        | 1.01        |
| 6   | Hypo VBK Klagenfurt     | 14  | 18    | 7     | 11    | 3             | 4             | 0             | 2             | 2             | 7             | 27   | 37   | 0.73  | 1368        | 1444        | 0.95        |
| 7   | TSV Sparkasse Hartberg  | 14  | 17    | 7     | 10    | 2             | 0             | 5             | 2             | 2             | 6             | 27   | 40   | 0.68  | 1462        | 1596        | 0.92        |
| 8   | Union Döbling           | 10  | 18    | 5     | 13    | 1             | 3             | 1             | 2             | 4             | 7             | 23   | 44   | 0.52  | 1396        | 1558        | 0.9         |
| 9   | Sparkasse SSK Feldkirch | 4   | 18    | 2     | 16    | 2             | 0             | 0             | 1             | 5             | 10            | 13   | 48   | 0.27  | 1171        | 1456        | 0.8         |
| 10  | Fibrin supervolley      | 0   | 18    | 0     | 18    | 0             | 0             | 0             | 4             | 2             | 12            | 10   | 54   | 0.19  | 1135        | 1526        | 0.74        |

Źródło: 
Punktacja: zwycięstwo - 2 pkt; porażka - 0 pkt
Zasady ustalania kolejności: 1. liczba zdobytych punktów; 2. wyższy stosunek małych punktów; 3. wyższy stosunek setów.
     Faza play-off
     Baraże

## Faza play-off

### Drabinka
|  |              |                        |              |                        |              |   |   |                        |                     |                     |                     |                     |                |                    |                    |                    |                    |                    |                    |                    |                    |                    |        |        |        |
|  | Ćwierćfinały | Ćwierćfinały           | Ćwierćfinały | Ćwierćfinały           | Ćwierćfinały |   |   | Półfinały              | Półfinały           | Półfinały           | Półfinały           | Półfinały           | Półfinały      | Półfinały          |                    |                    | Finały             | Finały             | Finały             | Finały             | Finały             | Finały             | Finały | Finały | Finały |
|  | Ćwierćfinały | Ćwierćfinały           | Ćwierćfinały | Ćwierćfinały           | Ćwierćfinały |   |   | Półfinały              | Półfinały           | Półfinały           | Półfinały           | Półfinały           | Półfinały      | Półfinały          |                    |                    | Finały             | Finały             | Finały             | Finały             | Finały             | Finały             | Finały | Finały | Finały |
|  |              |                        |              |                        |              |   |   |                        |                     |                     |                     |                     |                |                    |                    |                    |                    |                    |                    |                    |                    |                    |        |        |        |
|  |              |                        |              |                        |              |   |   |                        |                     |                     |                     |                     |                |                    |                    |                    |                    |                    |                    |                    |                    |                    |        |        |        |
|  | 1            | hotVolleys Wiedeń      | 3            | 3                      |              |   |   |                        |                     |                     |                     |                     |                |                    |                    |                    |                    |                    |                    |                    |                    |                    |        |        |        |
|  | 1            | hotVolleys Wiedeń      | 3            | 3                      |              |   |   |                        |                     |                     |                     |                     |                |                    |                    |                    |                    |                    |                    |                    |                    |                    |        |        |        |
|  | 8            | Union Döbling          | 0            | 0                      |              |   |   |                        |                     |                     |                     |                     |                |                    |                    |                    |                    |                    |                    |                    |                    |                    |        |        |        |
|  | 8            | Union Döbling          | 0            | 0                      |              |   | 1 | hotVolleys Wiedeń      | 3                   | 3                   | 3                   |                     |                |                    |                    |                    |                    |                    |                    |                    |                    |                    |        |        |        |
|  |              |                        |              |                        |              |   | 1 | hotVolleys Wiedeń      | 3                   | 3                   | 3                   |                     |                |                    |                    |                    |                    |                    |                    |                    |                    |                    |        |        |        |
|  |              |                        | 4            | SK Zadruga Aich/Dob    | 1            | 1 | 0 |                        |                     |                     |                     |                     |                |                    |                    |                    |                    |                    |                    |                    |                    |                    |        |        |        |
|  | 4            | SK Zadruga Aich/Dob    | 4            | SK Zadruga Aich/Dob    | 1            | 1 | 0 | 3                      | 3                   |                     |                     |                     |                |                    |                    |                    |                    |                    |                    |                    |                    |                    |        |        |        |
|  | 4            | SK Zadruga Aich/Dob    |              |                        |              |   |   |                        |                     |                     |                     |                     |                |                    |                    |                    |                    |                    |                    |                    |                    |                    |        |        |        |
|  | 5            | SVS Sokol V            | 2            | 0                      |              |   |   |                        |                     |                     |                     |                     |                |                    |                    |                    |                    |                    |                    |                    |                    |                    |        |        |        |
|  | 5            | SVS Sokol V            | 2            | 0                      |              |   | 1 | hotVolleys Wiedeń      | 3                   | 1                   | 3                   | 3                   | 3              |                    |                    |                    |                    |                    |                    |                    |                    |                    |        |        |        |
|  |              |                        |              |                        |              |   |   |                        |                     |                     |                     |                     |                |                    |                    |                    |                    |                    |                    |                    |                    |                    |        |        |        |
|  |              |                        | 2            | VT Tiroler Wasserkraft | 0            | 3 | 0 | 2                      | 0                   |                     |                     |                     |                |                    |                    |                    |                    |                    |                    |                    |                    |                    |        |        |        |
|  | 2            | VT Tiroler Wasserkraft | 2            | VT Tiroler Wasserkraft | 0            | 3 | 0 | 2                      | 0                   | 3                   | 3                   |                     |                |                    |                    |                    |                    |                    |                    |                    |                    |                    |        |        |        |
|  | 2            | VT Tiroler Wasserkraft |              |                        |              |   |   |                        |                     |                     |                     |                     |                |                    |                    |                    |                    |                    |                    |                    |                    |                    |        |        |        |
|  | 7            | TSV Sparkasse Hartberg | 0            | 0                      |              |   |   |                        |                     |                     |                     |                     |                |                    |                    |                    |                    |                    |                    |                    |                    |                    |        |        |        |
|  | 7            | TSV Sparkasse Hartberg | 0            | 0                      |              |   | 2 | VT Tiroler Wasserkraft | 3                   | 3                   | 3                   |                     |                | Mecze o 3. miejsce | Mecze o 3. miejsce | Mecze o 3. miejsce | Mecze o 3. miejsce | Mecze o 3. miejsce | Mecze o 3. miejsce | Mecze o 3. miejsce | Mecze o 3. miejsce | Mecze o 3. miejsce |        |        |        |
|  |              |                        |              |                        |              |   | 2 | VT Tiroler Wasserkraft | 3                   | 3                   | 3                   |                     |                | Mecze o 3. miejsce | Mecze o 3. miejsce | Mecze o 3. miejsce | Mecze o 3. miejsce | Mecze o 3. miejsce | Mecze o 3. miejsce | Mecze o 3. miejsce | Mecze o 3. miejsce | Mecze o 3. miejsce |        |        |        |
|  |              |                        | 3            | Uniqa Salzburg         | 0            | 1 | 0 |                        |                     |                     |                     |                     |                |                    |                    |                    |                    |                    |                    |                    |                    |                    |        |        |        |
|  | 3            | Uniqa Salzburg         | 3            | Uniqa Salzburg         | 0            | 1 | 0 | 3                      | 3                   |                     |                     |                     |                |                    |                    |                    |                    |                    |                    |                    |                    |                    |        |        |        |
|  | 3            | Uniqa Salzburg         |              |                        |              |   |   |                        |                     |                     |                     | 3                   | Uniqa Salzburg | Uniqa Salzburg     | Uniqa Salzburg     | Uniqa Salzburg     | Uniqa Salzburg     | 3                  | 2                  | 3                  |                    |                    |        |        |        |
|  | 6            | Hypo VBK Klagenfurt    | 1            | 0                      |              |   |   |                        |                     |                     |                     | 3                   | Uniqa Salzburg | Uniqa Salzburg     | Uniqa Salzburg     | Uniqa Salzburg     | Uniqa Salzburg     | 3                  | 2                  | 3                  |                    |                    |        |        |        |
|  | 6            | Hypo VBK Klagenfurt    | 1            | 0                      |              |   | 4 | SK Zadruga Aich/Dob    | SK Zadruga Aich/Dob | SK Zadruga Aich/Dob | SK Zadruga Aich/Dob | SK Zadruga Aich/Dob | 2              | 3                  | 0                  |                    |                    |                    |                    |                    |                    |                    |        |        |        |
|  |              |                        |              |                        |              |   | 4 | SK Zadruga Aich/Dob    | SK Zadruga Aich/Dob | SK Zadruga Aich/Dob | SK Zadruga Aich/Dob | SK Zadruga Aich/Dob | 2              | 3                  | 0                  |                    |                    |                    |                    |                    |                    |                    |        |        |        |

|  |                     |                        |                     |                        |                     |                     |                     |                    |   |                    |                    |                    |                    |                    |
|  | Mecze o miejsca 5-8 | Mecze o miejsca 5-8    | Mecze o miejsca 5-8 | Mecze o miejsca 5-8    | Mecze o miejsca 5-8 | Mecze o miejsca 5-8 | Mecze o miejsca 5-8 |                    |   | Mecze o 5. miejsce | Mecze o 5. miejsce | Mecze o 5. miejsce | Mecze o 5. miejsce | Mecze o 5. miejsce |
|  | Mecze o miejsca 5-8 | Mecze o miejsca 5-8    | Mecze o miejsca 5-8 | Mecze o miejsca 5-8    | Mecze o miejsca 5-8 | Mecze o miejsca 5-8 | Mecze o miejsca 5-8 |                    |   | Mecze o 5. miejsce | Mecze o 5. miejsce | Mecze o 5. miejsce | Mecze o 5. miejsce | Mecze o 5. miejsce |
|  |                     |                        |                     |                        |                     |                     |                     |                    |   |                    |                    |                    |                    |                    |
|  |                     |                        |                     |                        |                     |                     |                     |                    |   |                    |                    |                    |                    |                    |
|  | 5                   | SVS Sokol V            | 3                   | 0                      | 1                   | 3                   | 3                   |                    |   |                    |                    |                    |                    |                    |
|  | 5                   | SVS Sokol V            | 3                   | 0                      | 1                   | 3                   | 3                   |                    |   |                    |                    |                    |                    |                    |
|  | 8                   | Union Döbling          | 1                   | 3                      | 3                   | 1                   | 0                   |                    |   |                    |                    |                    |                    |                    |
|  | 8                   | Union Döbling          | 1                   | 3                      | 3                   | 1                   | 0                   |                    |   | 5                  | SVS Sokol V        | 3                  | 3                  |                    |
|  |                     |                        |                     |                        |                     |                     |                     |                    |   | 5                  | SVS Sokol V        | 3                  | 3                  |                    |
|  |                     |                        | 7                   | TSV Sparkasse Hartberg | 1                   | 1                   |                     |                    |   |                    |                    |                    |                    |                    |
|  | 6                   | Hypo VBK Klagenfurt    | 7                   | TSV Sparkasse Hartberg | 1                   | 1                   | 3                   | 2                  | 3 | 2                  | 1                  |                    |                    |                    |
|  | 6                   | Hypo VBK Klagenfurt    |                     |                        |                     |                     |                     |                    |   | 2                  | 1                  |                    |                    |                    |
|  | 7                   | TSV Sparkasse Hartberg | 0                   | 3                      | 0                   | 3                   | 3                   |                    |   |                    |                    |                    |                    |                    |
|  | 7                   | TSV Sparkasse Hartberg | 0                   | 3                      | 0                   | 3                   | 3                   | Mecze o 7. miejsce |   |                    |                    |                    |                    |                    |
|  |                     |                        |                     |                        |                     |                     |                     |                    |   |                    |                    |                    |                    |                    |
|  |                     |                        |                     |                        |                     |                     |                     |                    |   |                    |                    |                    |                    |                    |
|  |                     |                        |                     |                        |                     |                     |                     |                    |   |                    |                    |                    |                    |                    |
|  | 6                   | Hypo VBK Klagenfurt    | 2                   | 3                      | 3                   |                     |                     |                    |   |                    |                    |                    |                    |                    |
|  | 6                   | Hypo VBK Klagenfurt    | 2                   | 3                      | 3                   |                     |                     |                    |   |                    |                    |                    |                    |                    |
|  | 8                   | Union Döbling          | 3                   | 1                      | 0                   |                     |                     |                    |   |                    |                    |                    |                    |                    |
|  | 8                   | Union Döbling          | 3                   | 1                      | 0                   |                     |                     |                    |   |                    |                    |                    |                    |                    |

### I runda

#### Ćwierćfinały
(do dwóch zwycięstw)
| Data                       | Godz.                      | Gospodarz                  | Rezultat                                | Gość                       |
| -------------------------- | -------------------------- | -------------------------- | --------------------------------------- | -------------------------- |
| hotVolleys Wiedeń (1)      | hotVolleys Wiedeń (1)      | hotVolleys Wiedeń (1)      | 2 – 0                                   | (8) Union Döbling          |
| 09.02.2002                 | 17:30                      | Union Döbling              | 0:3 (16:25, 23:25, 12:25)               | hotVolleys Wiedeń          |
| 16.02.2002                 | 17:30                      | hotVolleys Wiedeń          | 3:0 (25:14, 25:14, 25:19)               | Union Döbling              |
| SK Zadruga Aich/Dob (4)    | SK Zadruga Aich/Dob (4)    | SK Zadruga Aich/Dob (4)    | 2 – 0                                   | (5) SVS Sokol V            |
| 09.02.2002                 | 19:30                      | SVS Sokol V                | 2:3 (20:25, 25:23, 25:22, 23:25, 17:19) | SK Zadruga Aich/Dob        |
| 16.02.2002                 | 19:00                      | SK Zadruga Aich/Dob        | 3:0 (25:16, 25:22, 25:13)               | SVS Sokol V                |
| VT Tiroler Wasserkraft (2) | VT Tiroler Wasserkraft (2) | VT Tiroler Wasserkraft (2) | 2 – 0                                   | (7) TSV Sparkasse Hartberg |
| 09.02.2002                 | 18:00                      | TSV Sparkasse Hartberg     | 0:3 (23:25, 17:25, 21:25)               | VT Tiroler Wasserkraft     |
| 10.02.2002                 | 11:00                      | TSV Sparkasse Hartberg     | 0:3 (18:25, 17:25, 16:25)               | VT Tiroler Wasserkraft     |
| Uniqa Salzburg (3)         | Uniqa Salzburg (3)         | Uniqa Salzburg (3)         | 2 – 0                                   | (6) Hypo VBK Klagenfurt    |
| 09.02.2002                 | 18:30                      | Hypo VBK Klagenfurt        | 1:3 (17:25, 25:19, 20:25, 21:25)        | Uniqa Salzburg             |
| 16.02.2002                 | 19:00                      | Uniqa Salzburg             | 3:0 (25:13, 25:10, 25:22)               | Hypo VBK Klagenfurt        |

### II runda

#### Półfinały
(do trzech zwycięstw)
| Data                       | Godz.                      | Gospodarz                  | Rezultat                         | Gość                    |
| -------------------------- | -------------------------- | -------------------------- | -------------------------------- | ----------------------- |
| hotVolleys Wiedeń (1)      | hotVolleys Wiedeń (1)      | hotVolleys Wiedeń (1)      | 3 – 0                            | (4) SK Zadruga Aich/Dob |
| 02.03.2002                 | 17:30                      | hotVolleys Wiedeń          | 3:1 (25:20, 22:25, 25:17, 25:20) | SK Zadruga Aich/Dob     |
| 06.03.2002                 | 19:00                      | SK Zadruga Aich/Dob        | 1:3 (18:25, 25:18, 20:25, 18:25) | hotVolleys Wiedeń       |
| 09.03.2002                 | 17:30                      | hotVolleys Wiedeń          | 3:0 (25:21, 25:18, 25:16)        | SK Zadruga Aich/Dob     |
| VT Tiroler Wasserkraft (2) | VT Tiroler Wasserkraft (2) | VT Tiroler Wasserkraft (2) | 3 – 0                            | (3) Uniqa Salzburg      |
| 02.03.2002                 | 19:00                      | VT Tiroler Wasserkraft     | 3:0 (25:16, 25:16, 25:18)        | Uniqa Salzburg          |
| 05.03.2002                 | 20:00                      | Uniqa Salzburg             | 1:3 (23:25, 23:25, 25:23, 21:25) | VT Tiroler Wasserkraft  |
| 08.03.2002                 | 20:15                      | VT Tiroler Wasserkraft     | 3:0 (25:23, 25:17, 25:11)        | Uniqa Salzburg          |

#### Mecze o miejsca 5-8
(do trzech zwycięstw)
| Data                    | Godz.                   | Gospodarz               | Rezultat                                | Gość                       |
| ----------------------- | ----------------------- | ----------------------- | --------------------------------------- | -------------------------- |
| SVS Sokol V (5)         | SVS Sokol V (5)         | SVS Sokol V (5)         | 3 – 2                                   | (8) Union Döbling          |
| 02.03.2002              | 19:30                   | SVS Sokol V             | 3:1 (25:17, 21:25, 25:22, 25:19)        | Union Döbling              |
| 05.03.2002              | 20:00                   | Union Döbling           | 3:0 (26:24, 26:24, 26:24)               | SVS Sokol V                |
| 07.03.2002              | 19:00                   | SVS Sokol V             | 1:3 (26:28, 21:25, 25:23, 18:25)        | Union Döbling              |
| 09.03.2002              | 19:30                   | Union Döbling           | 1:3 (25:22, 21:25, 18:25, 22:25)        | SVS Sokol V                |
| 26.03.2002              | 19:00                   | SVS Sokol V             | 3:0 (25:15, 25:20, 25:18)               | Union Döbling              |
| Hypo VBK Klagenfurt (6) | Hypo VBK Klagenfurt (6) | Hypo VBK Klagenfurt (6) | 2 – 3                                   | (7) TSV Sparkasse Hartberg |
| 02.03.2002              | 18:30                   | Hypo VBK Klagenfurt     | 3:0 (25:21, 25:16, 25:18)               | TSV Sparkasse Hartberg     |
| 06.03.2002              | 19:00                   | TSV Sparkasse Hartberg  | 3:2 (17:25, 19:25, 25:20, 25:20, 15:10) | Hypo VBK Klagenfurt        |
| 09.03.2002              | 18:30                   | Hypo VBK Klagenfurt     | 3:0 (25:21, 25:16, 25:18)               | TSV Sparkasse Hartberg     |
| 20.03.2002              | 20:00                   | TSV Sparkasse Hartberg  | 3:2 (25:21, 10:25, 25:22, 26:28, 15:9)  | Hypo VBK Klagenfurt        |
| 27.03.2002              | 20:00                   | Hypo VBK Klagenfurt     | 1:3 (18:25, 22:25, 25:18, 21:25)        | TSV Sparkasse Hartberg     |

### III runda

#### Finały
(do czterech zwycięstw)
| Data                  | Godz.                 | Gospodarz              | Rezultat                                | Gość                       |
| --------------------- | --------------------- | ---------------------- | --------------------------------------- | -------------------------- |
| hotVolleys Wiedeń (1) | hotVolleys Wiedeń (1) | hotVolleys Wiedeń (1)  | 4 – 1                                   | (2) VT Tiroler Wasserkraft |
| 01.04.2002            | 20:15                 | hotVolleys Wiedeń      | 3:0 (25:18, 25:15, 25:18)               | VT Tiroler Wasserkraft     |
| 05.04.2002            | 19:00                 | VT Tiroler Wasserkraft | 3:1 (26:24, 25:23, 26:28, 25:18)        | hotVolleys Wiedeń          |
| 12.04.2002            | 20:15                 | hotVolleys Wiedeń      | 3:0 (25:18, 25:12, 25:23)               | VT Tiroler Wasserkraft     |
| 15.04.2002            | 20:15                 | VT Tiroler Wasserkraft | 2:3 (25:23, 25:22, 21:25, 14:25, 10:15) | hotVolleys Wiedeń          |
| 19.04.2002            | 20:15                 | hotVolleys Wiedeń      | 3:0 (25:19, 25:19, 25:18)               | VT Tiroler Wasserkraft     |

#### Mecze o 3. miejsce
(do dwóch zwycięstw)
| Data               | Godz.              | Gospodarz           | Rezultat                                | Gość                    |
| ------------------ | ------------------ | ------------------- | --------------------------------------- | ----------------------- |
| Uniqa Salzburg (3) | Uniqa Salzburg (3) | Uniqa Salzburg (3)  | 2 – 1                                   | (4) SK Zadruga Aich/Dob |
| 23.03.2002         | 19:30              | Uniqa Salzburg      | 3:2 (25:18, 25:15, 21:25, 19:25, 15:13) | SK Zadruga Aich/Dob     |
| 06.04.2002         | 19:00              | SK Zadruga Aich/Dob | 3:2 (25:23, 16:25, 23:25, 25:17, 15:12) | Uniqa Salzburg          |
| 12.04.2002         | 18:00              | Uniqa Salzburg      | 3:0 (25:21, 25:23, 26:24)               | SK Zadruga Aich/Dob     |

#### Mecze o 5. miejsce
(do dwóch zwycięstw)
| Data            | Godz.           | Gospodarz              | Rezultat                         | Gość                       |
| --------------- | --------------- | ---------------------- | -------------------------------- | -------------------------- |
| SVS Sokol V (5) | SVS Sokol V (5) | SVS Sokol V (5)        | 2 – 0                            | (7) TSV Sparkasse Hartberg |
| 06.04.2002      | 19:00           | SVS Sokol V            | 3:1 (25:22, 25:23, 24:26, 25:14) | TSV Sparkasse Hartberg     |
| 10.04.2002      | 20:00           | TSV Sparkasse Hartberg | 1:3 (28:26, 23:25, 24:26, 21:25) | SVS Sokol V                |

#### Mecze o 7. miejsce
(do dwóch zwycięstw)
| Data                    | Godz.                   | Gospodarz               | Rezultat                                | Gość                |
| ----------------------- | ----------------------- | ----------------------- | --------------------------------------- | ------------------- |
| Hypo VBK Klagenfurt (6) | Hypo VBK Klagenfurt (6) | Hypo VBK Klagenfurt (6) | 2 – 1                                   | (8) Union Döbling   |
| 06.04.2002              | 18:30                   | Hypo VBK Klagenfurt     | 2:3 (25:20, 21:25, 25:16, 18:25, 12:15) | Union Döbling       |
| 09.04.2002              | 20:00                   | Union Döbling           | 1:3 (19:25, 18:25, 25:18, 18:25)        | Hypo VBK Klagenfurt |
| 14.04.2002              | 13:00                   | Hypo VBK Klagenfurt     | 3:0 (25:20, 25:20, 25:22)               | Union Döbling       |

## Klasyfikacja końcowa
| Poz. | Drużyna                 |
| ---- | ----------------------- |
| 1.   | hotVolleys Wiedeń       |
| 2.   | VT Tiroler Wasserkraft  |
| 3.   | Uniqa Salzburg          |
| 4.   | SK Zadruga Aich/Dob     |
| 5.   | SVS Sokol V             |
| 6.   | TSV Sparkasse Hartberg  |
| 7.   | Hypo VBK Klagenfurt     |
| 8.   | Union Döbling           |
| 9.   | Sparkasse SSK Feldkirch |
| 10.  | Fibrin supervolley      |

     Liga Mistrzów 2002/2003
     Puchar Top Teams 2002/2003
     Puchar CEV 2002/2003
     Baraże

## Baraże

### Uczestnicy
| Drużyna                        | Wynik w sezonie 2001/2002            |
| ------------------------------ | ------------------------------------ |
| Sparkasse SSK Feldkirch        | 9. miejsce w Austrian Volley League  |
| Fibrin supervolley             | 10. miejsce w Austrian Volley League |
| VC Wesser Graz                 | 1. miejsce w 2. Bundeslidze Ost      |
| VCA Umdasch Amstetten/Aschbach | 2. miejsce w 2. Bundeslidze Ost      |
| Sportliga Linz                 | 1. miejsce w 2. Bundeslidze West     |
| Fibrin Schwert-Perg            | 2. miejsce w 2. Bundeslidze West     |
| Źródło:                        |                                      |

### Tabela wyników
| Gospodarz \ Gość1              | FLD | SUP | GRA | LIN | AMS | SCH |
| ------------------------------ | --- | --- | --- | --- | --- | --- |
| Sparkasse SSK Feldkirch        | -   | 1:3 | 0:3 | 3:0 | 3:0 | 3:0 |
| Fibrin supervolley             | 3:0 | -   | 3:0 | 3:0 | 3:0 | 3:0 |
| VC Wesser Graz                 | 3:0 | 3:0 | -   | 3:1 | 3:0 | 3:1 |
| Sportliga Linz                 | 1:3 | 0:3 | 0:3 | -   | 3:2 | 3:0 |
| VCA Umdasch Amstetten/Aschbach | 3:1 | 0:3 | 3:1 | 3:1 | -   | 3:0 |
| Fibrin Schwert-Perg            | 0:3 | 0:3 | 1:3 | 2:3 | 3:1 | -   |

Źródło: 
1 Drużyna gospodarzy jest wymieniona po lewej stronie tabeli.
Kolory:
  zwycięstwo gospodarzy 3:0 lub 3:1
  zwycięstwo gospodarzy 3:2
  zwycięstwo gości 3:0 lub 3:1
  zwycięstwo gości 3:2

### Terminarz i wyniki spotkań
| Data        | Godz. | Gospodarz                      | Rezultat                                | Gość                           |
| ----------- | ----- | ------------------------------ | --------------------------------------- | ------------------------------ |
| 1. KOLEJKA  |       |                                |                                         |                                |
| 09.02.2002  | 17:00 | Sparkasse SSK Feldkirch        | 3:0 (25:20, 25:20, 25:22)               | Sportliga Linz                 |
| 09.02.2002  | 19:00 | Fibrin supervolley             | 3:0 (25:19, 25:23, 25:16)               | VC Wesser Graz                 |
| 09.02.2002  | 20:00 | VCA Umdasch Amstetten/Aschbach | 3:0 (25:17, 25:15, 25:22)               | Fibrin Schwert-Perg            |
| 2. KOLEJKA  |       |                                |                                         |                                |
| 16.02.2002  | 19:00 | Fibrin supervolley             | 3:0 (25:16, 25:12, 25:14)               | Sportliga Linz                 |
| 16.02.2002  | 19:00 | Sparkasse SSK Feldkirch        | 3:0 (25:11, 25:18, 25:20)               | VCA Umdasch Amstetten/Aschbach |
| 16.02.2002  | 19:00 | VC Wesser Graz                 | 3:1 (25:12, 22:25, 25:18, 25:17)        | Fibrin Schwert-Perg            |
| 3. KOLEJKA  |       |                                |                                         |                                |
| 23.02.2002  | 19:00 | Fibrin Schwert-Perg            | 0:3 (17:25, 21:25, 19:25)               | Sparkasse SSK Feldkirch        |
| 23.02.2002  | 20:00 | VCA Umdasch Amstetten/Aschbach | 0:3 (22:25, 14:25, 13:25)               | Fibrin supervolley             |
| 23.02.2002  | 20:00 | Sportliga Linz                 | 0:3 (24:26, 20:25, 16:25)               | VC Wesser Graz                 |
| 4. KOLEJKA  |       |                                |                                         |                                |
| 02.03.2002  | 19:00 | Fibrin supervolley             | 3:0 (25:13, 25:13, 25:19)               | Fibrin Schwert-Perg            |
| 02.03.2002  | 19:00 | Sportliga Linz                 | 3:2 (19:25, 24:26, 25:23, 25:21, 15:13) | VCA Umdasch Amstetten/Aschbach |
| 02.03.2002  | 19:00 | VC Wesser Graz                 | 3:0 (25:22, 25:18, 25:15)               | Sparkasse SSK Feldkirch        |
| 5. KOLEJKA  |       |                                |                                         |                                |
| 09.03.2002  | 17:00 | Sparkasse SSK Feldkirch        | 1:3 (20:25, 23:25, 25:23, 18:25)        | Fibrin supervolley             |
| 09.03.2002  | 19:00 | VCA Umdasch Amstetten/Aschbach | 3:1 (25:27, 25:23, 28:26, 25:22)        | VC Wesser Graz                 |
| 09.03.2002  | 19:00 | Fibrin Schwert-Perg            | 2:3 (25:23, 20:25, 25:17, 15:25, 13:15) | Sportliga Linz                 |
| 6. KOLEJKA  |       |                                |                                         |                                |
| 24.02.2002  | 11:00 | Sportliga Linz                 | 1:3 (20:25, 26:28, 25:17, 17:25)        | Sparkasse SSK Feldkirch        |
| 16.03.2002  | 19:00 | Fibrin Schwert-Perg            | 3:1 (25:22, 19:25, 25:20, 25:20)        | VCA Umdasch Amstetten/Aschbach |
| 01.04.2002  | 14:00 | VC Wesser Graz                 | 3:0 (25:22, 25:21, 25:23)               | Fibrin supervolley             |
| 7. KOLEJKA  |       |                                |                                         |                                |
| 23.03.2002  | 18:00 | Sportliga Linz                 | 0:3 (22:25, 23:25, 22:25)               | Fibrin supervolley             |
| 23.03.2002  | 19:00 | VCA Umdasch Amstetten/Aschbach | 3:1 (25:22, 22:25, 25:22, 25:20)        | Sparkasse SSK Feldkirch        |
| 23.03.2002  | 19:00 | Fibrin Schwert-Perg            | 1:3 (21:25, 25:22, 16:25, 18:25)        | VC Wesser Graz                 |
| 8. KOLEJKA  |       |                                |                                         |                                |
| 24.03.2002  | 18:00 | Fibrin supervolley             | 3:0 (25:22, 31:29, 25:16)               | VCA Umdasch Amstetten/Aschbach |
| 30.03.2002  | 19:00 | Sparkasse SSK Feldkirch        | 3:0 (25:19, 25:21, 30:28)               | Fibrin Schwert-Perg            |
| 30.03.2002  | 19:00 | VC Wesser Graz                 | 3:1 (25:15, 25:20, 23:25, 25:18)        | Sportliga Linz                 |
| 9. KOLEJKA  |       |                                |                                         |                                |
| 06.04.2002  | 19:00 | VCA Umdasch Amstetten/Aschbach | 3:1 (25:18, 24:26, 25:20, 26:24)        | Sportliga Linz                 |
| 06.04.2002  | 19:00 | Sparkasse SSK Feldkirch        | 0:3 (21:25, 15:25, 19:25)               | VC Wesser Graz                 |
| 06.04.2002  | 19:00 | Fibrin Schwert-Perg            | 0:3 (9:25, 21:25, 23:25)                | Fibrin supervolley             |
| 10. KOLEJKA |       |                                |                                         |                                |
| 13.04.2002  | 18:00 | Fibrin supervolley             | 3:0 (25:17, 25:19, 25:22)               | Sparkasse SSK Feldkirch        |
| 13.04.2002  | 18:00 | Sportliga Linz                 | 3:0 (25:15, 25:23, 25:21)               | Fibrin Schwert-Perg            |
| 13.04.2002  | 18:00 | VC Wesser Graz                 | 3:0 (25:9, 25:18, 25:12)                | VCA Umdasch Amstetten/Aschbach |
| Źródło:     |       |                                |                                         |                                |

### Tabela
| Lp. | Drużyna                        | Pkt | Mecze | Mecze | Mecze | Rodzaj wyniku | Rodzaj wyniku | Rodzaj wyniku | Rodzaj wyniku | Rodzaj wyniku | Rodzaj wyniku | Sety | Sety | Sety  | Małe punkty | Małe punkty | Małe punkty |
| Lp. | Drużyna                        | Pkt | M     | W     | P     | 3:0           | 3:1           | 3:2           | 2:3           | 1:3           | 0:3           | wyg. | prz. | stos. | zdob.       | str.        | stos.       |
| --- | ------------------------------ | --- | ----- | ----- | ----- | ------------- | ------------- | ------------- | ------------- | ------------- | ------------- | ---- | ---- | ----- | ----------- | ----------- | ----------- |
| 1   | Fibrin supervolley             | 18  | 10    | 9     | 1     | 8             | 1             | 0             | 0             | 0             | 1             | 27   | 4    | 6.75  | 770         | 600         | 1.28        |
| 2   | VC Wesser Graz                 | 16  | 10    | 8     | 2     | 5             | 3             | 0             | 0             | 1             | 1             | 25   | 9    | 2.78  | 824         | 683         | 1.21        |
| 3   | Sparkasse SSK Feldkirch        | 10  | 10    | 5     | 5     | 4             | 1             | 0             | 0             | 2             | 3             | 17   | 16   | 1.06  | 743         | 744         | 1           |
| 4   | VCA Umdasch Amstetten/Aschbach | 8   | 10    | 4     | 6     | 1             | 3             | 0             | 1             | 1             | 4             | 15   | 21   | 0.71  | 774         | 837         | 0.92        |
| 5   | Sportliga Linz                 | 6   | 10    | 3     | 7     | 1             | 0             | 2             | 0             | 3             | 4             | 12   | 25   | 0.48  | 773         | 859         | 0.9         |
| 6   | Fibrin Schwert-Perg            | 2   | 10    | 1     | 9     | 0             | 1             | 0             | 1             | 2             | 6             | 7    | 28   | 0.25  | 680         | 841         | 0.81        |

Źródło: 
Punktacja: zwycięstwo - 2 pkt; porażka - 0 pkt
Zasady ustalania kolejności: 1. liczba zdobytych punktów; 2. wyższy stosunek małych punktów; 3. wyższy stosunek setów.
     Austrian Volley League 2002/2003
     2. Bundesliga 2002/2003

## Najlepiej punktujący zawodnicy
| Lp.     | Zawodnik                                 | Pkt |
| ------- | ---------------------------------------- | --- |
| 1.      | Luboš Zita (SVS Sokol V)                 | 493 |
| 2.      | Róbert Chochoľák (SK Zadruga Aich/Dob)   | 489 |
| 3.      | Harald Mayer (Union Döbling)             | 476 |
| 4.      | Markus Gaugl (TSV Sparkasse Hartberg)    | 399 |
| 5.      | Petr Konečný (VT Tiroler Wasserkraft)    | 370 |
| 6.      | Roman Wernegger (Hypo VBK Klagenfurt)    | 358 |
| 7.      | Marian Pascariuc (Uniqa Salzburg)        | 336 |
| 8.      | Matjaž Hafner (SK Zadruga Aich/Dob)      | 322 |
| 9.      | Matthew Jones (Uniqa Salzburg)           | 307 |
| 10.     | Miroslav Palgut (TSV Sparkasse Hartberg) | 290 |
| 10.     | Berthold Kren (Union Döbling)            | 290 |
| Źródło: |                                          |     |